# ARC Roncador
L'ARC Roncador (pennant number : BO-153) est un navire océanographique de la marine nationale colombienne. Il est nommé d’après le banc de Roncador, situé dans l’archipel de San Andrés, Providencia et Santa Catalina, dans la mer des Caraïbes.

## Conception
L’ARC Roncador a été construit en 2016 par Astilleros Armon Vigo, S.A. à Vigo en Espagne, en partenariat avec COTECMAR en Colombie, pour la Dirección General Marítima (DIMAR). Sa longueur hors tout est de 45,90 mètres et sa largeur est de 10,50 mètres,. Son tirant d'eau normal est de 3,2 mètres, et de 8,4 m au maximum. Son déplacement est de 785 tonneaux de jauge brute,. Sa vitesse maximale est de 10,8 nœuds. Il a la capacité d’accueillir 27 membres d’équipage,. Il dispose d’une autonomie de 3000 milles marins à une vitesse économique de 11 nœuds.
Il est doté d’équipements modernes pour l’exploration des eaux territoriales colombiennes : un échosondeur multifaisceaux, un treuil océanographique, entre autres, qui lui servent à contribuer à améliorer les connaissances sur les mers. Il a remplacé l’ARC Quindío dans la flotte de la Force navale des Caraïbes, dans le cadre du plan de modernisation des plates-formes de recherche scientifique marine utilisées par la DIMAR pour réaliser des études hydrographiques et océanographiques, qui permettent d’élargir la connaissance du relief sous-marin et d’accompagner le développement des infrastructures portuaires et nautiques de l’État colombien. Outre ses équipements à la pointe de la technologie pour la recherche scientifique dans les domaines de l’océanographie, de l’hydrographie et de la géologie marine, il est le premier navire de la marine colombienne à positionnement dynamique. Il dispose également de capacités opérationnelles complémentaires pour les opérations de recherche et de sauvetage, la récupération de navires coulés et d’artefacts navals, le transport d’aide humanitaire, les activités sous-marines, la recherche sur les espèces menacées, et en plus il peut servir de plate-forme de lancement pour des équipements de type AUV (Autonomous Underwater Vehicle) et ROV (Remote Operated Vehicle), entre autres.

## Engagements
L’ARC Roncador a été officiellement livré par le chantier naval espagnol Armon et COTECMAR (qui étaient associés pour sa construction) à la marine colombienne le 15 novembre 2016. Commandé par le capitaine de frégate Jorge Enrique Uricoechea Pérez, il est parti le 21 novembre de Vigo (Espagne), où sa construction s’était déroulée. Il a fait une escale dans le port de Las Palmas de Gran Canaria (Espagne) du 27 au 30 novembre avant de poursuivre sa traversée de l’océan Atlantique, et une autre escale en Martinique (France). Il est arrivé en territoire colombien, le 27 décembre. Sa cérémonie militaire de baptême a eu lieu sur le quai principal de la base navale ARC Bolívar de Carthagène. Elle a été présidée par l’amiral Leonardo Santamaría Gaitán, commandant de la marine colombienne. Selon les traditions navales, il a eu une marraine, en la personne de la ministre de la Culture Mariana Garcés Córdoba.
Il a été intégré à la flotte de la Force navale des Caraïbes, remplaçant le navire ARC Quindío, qui a effectué 51 ans de service dans la marine colombienne, et a servi de plate-forme de recherche pour d’importants projets tels que la création de la cartographie nautique nationale. Aujourd’hui, ce navire fait partie du récif artificiel situé dans la Ciénaga de los Vásquez, sur l’île de Barú, où il a été coulé délibérément le 13 novembre 2015, pour le maintien de l’écosystème marin. L’arrivée de l’ARC Roncador s’inscrit dans le cadre de d’un ambitieux plan de modernisation des navires de recherche scientifique élaboré par la Direction Générale Maritime depuis 2014.
La première opération dans les eaux colombiennes de l’ARC Roncador a pris place en août 2018, quand il a quitté la base navale ARC Bolívar et a mis le cap sur l’archipel de San Andrés et Providencia. Durant 25 jours de navigation, le navire a apporté son soutien au travail du groupe Caribbean Maritime Signaling, effectué la vérification et l’entretien des phares, réalisé l’installation d’une bouée de signalisation pour l’entrée du port de San Andrés et l’installation de fanaux autonomes, qui permettront aux marins de transiter en toute sécurité dans les eaux colombiennes. Chacune de ces aides à la navigation dispose d’un système de surveillance de la DIMAR, qui permet de les surveiller depuis Bogota, Carthagène et Buenaventura, afin d’avoir des informations en temps réel sur leur fonctionnement, garantissant à l’autorité maritime colombienne que la sortie et l’entrée dans les ports s’effectue de manière sûre. Cela répond aux engagements pris par la DIMAR en tant qu’autorité maritime colombienne auprès de l’Organisation maritime internationale (OMI) et de l’Association internationale des autorités de signalisation maritime et d’aides à la navigation (AISM). Après son retour à Carthagène, le navire a réalisé des travaux de signalisation maritime dans le port de Turbo vers la fin du mois d’avril 2019.
L’ARC Roncador a participé au développement d’une architecture matérielle modulaire pour la conception, construction et exploitation d’un véhicule télécommandé (ROV), le Pionero500. Les premiers essais en mer ont été réalisés en 2018 près de Carthagène à bord du navire de recherche. Cela a été rendu possible grâce à une alliance entre le milieu universitaire, le gouvernement et l’industrie pour mener des activités de recherche, de développement et d’innovation dans le domaine des sciences et technologies marines, financée par le Newton Fund et la Royal Academy of Engineering du Royaume-Uni. Cet accord a permis à l’équipe de recherche de participer à une croisière au cours de laquelle différentes technologies d’exploration océanique ont été évaluées.
L’ARC Roncador a participé début 2020 à une étude sur la chasse aux suintements dans la mer des Caraïbes réalisée par Fugro avec la DIMAR. Le programme s’est déroulé en deux phases à bord de l’ARC Roncador. Il impliquait le prélèvement de carottes de sédiments de fond marin en eau peu profonde, l’analyse géochimique et les mesures du flux de chaleur du fond marin. Fugro a mobilisé de l’équipement comprenant deux laboratoires autonomes et une sonde de flux de chaleur. En outre, Fugro a dispensé au personnel de la DIMAR une formation à bord du navire hydrographique.
Début 2021 l’ARC Roncador a participé, avec les ARC Malpelo et ARC Providencia du Centre de recherche océanographique et hydrographique de Colombie (CIOH), à une vaste initiative visant à cartographier les fonds marins de l’archipel de San Andrés, Providencia et Santa Catalina (ASAPSC). Cet archipel de l’ouest de la mer des Caraïbes est situé à 775 km au nord-ouest du territoire continental de la Colombie et appartient à la Colombie depuis 1822. Il comprend neuf îles volcaniques qui se nomment (du sud au nord) Albuquerque, Este-Sureste, San Andres, Providencia (d’où l’ARC Providencia tire son nom), Roncador, Quitasueño, Serrana, Serranilla et Bajo Nuevo, ainsi que d’autres reliefs volcaniques sous-marins. L’enquête a couvert une superficie d’environ 160 000 km2, et a été menée avec l’échosondeur multifaisceaux Kongsberg EM302 de 30 kHz installé à bord des trois navires, calibré avec des profils CTD (Conductivité, Température, Profondeur).

## Commandants
- capitaine de corvette Ennio Pinzón Villaroel : de 2021 au 09/12/2022
- capitaine de corvette Hernán García Mora : depuis le 09/12/2022[14]